# Knossos

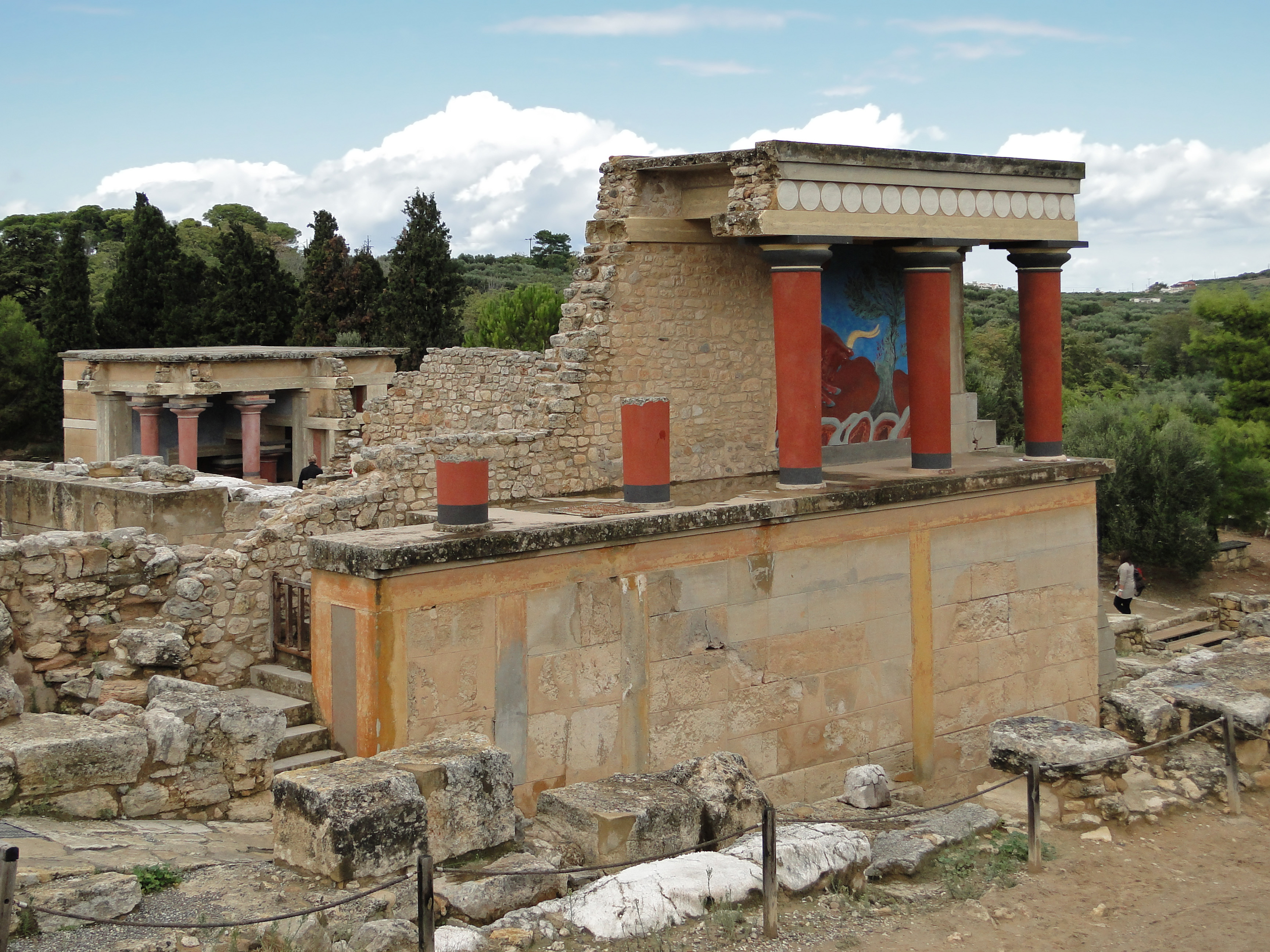
Rekonstruierter Nordeingang des Palastes von Knossos

Karte von Kreta

Knossos (griechisch Κνω(σ)σός Knōs(s)os (f. sg.), lateinisch Cnossus oder Cnosus, ägyptisch Kunuša, mykenisch 𐀒𐀜𐀰 Ko-no-so in Linearschrift B) war ein antiker Ort im mittleren Teil der Nordküste von Kreta, etwa fünf Kilometer südlich von Iraklio. Bekannt ist er vor allem durch den Palast von Knossos, der neben den Palästen von Malia, Phaistos und Kato Zakros der größte minoische Palast auf Kreta ist und von Griechenland mit dem Europäischen Kulturerbe-Siegel ausgezeichnet wurde. Knossos blieb auch nach Zerstörung des Palastes bis in die byzantinische Zeit besiedelt.

## Geschichte

### Frühgriechische Zeit

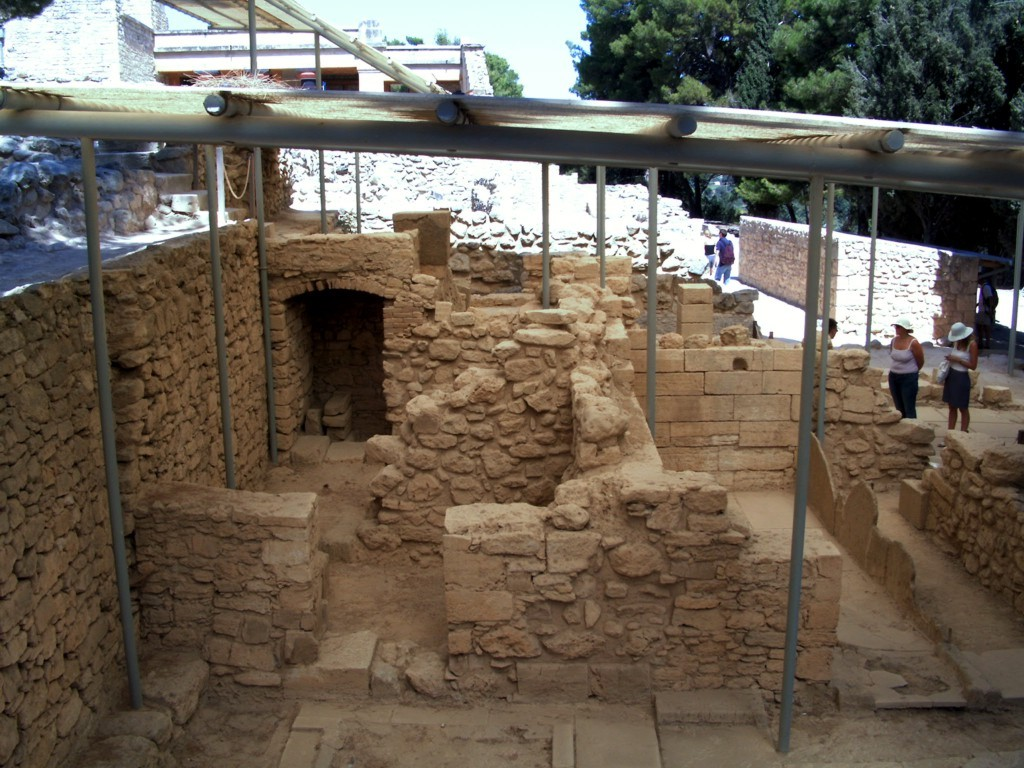
Verfallene Teile des Tempels

Knossos war schon während des akeramischen Neolithikums besiedelt. Älteste Spuren der bis zu acht Meter mächtigen Siedlungsschichten stammen aus dem 7. Jahrtausend v. Chr. (6900–6600 v. Chr.). Einwanderer, vielleicht aus Kleinasien, brachten erstmals Nutztiere und -pflanzen mit in die südliche Ägäis. Ihre Siedlung existierte wohl nur wenige Jahrhunderte (200–400 Jahre). Es schließt sich eine Fundlücke an, die bis etwa 5700–5500 v. Chr. reicht. Die nachfolgenden Neusiedler zeigen die typischen Kulturmerkmale des frühen Neolithikums. Am Ende des 3. Jahrtausends v. Chr. entwickelten sich kleinere Königreiche auf der Insel, wie man aus den größeren Palastanlagen in Phaistos, Malia, Knossos und Kato Zakros schließt. Der Palast von Knossos wurde zwischen 2100 und 1800 v. Chr. am Ort der neolithischen Besiedlung errichtet. Knossos war besonders groß, reich und prächtig.
Wie fast alle Paläste Kretas wurde Knossos zwischen 1750 und 1700 v. Chr. (nach traditioneller Chronologie, siehe unten) durch ein schweres Erdbeben zerstört, jedoch bald wieder aufgebaut. Dieses Ereignis markiert in Knossos und dem übrigen Kreta das Ende der älteren und den Beginn der jüngeren Palastzeit. Auf den Fundamenten der alten Paläste wurden neue, noch aufwendigere errichtet. Knossos erfuhr seine größte Blüte und entwickelte sich zum führenden kretischen Stadtstaat, vermutlich das religiöse und politische Zentrum der Insel. Knossos verfügte damals wahrscheinlich über die größte und kampfstärkste Flotte, deren Schiffe zu den phönizischen, ägyptischen und peloponnesischen Häfen ausliefen und die Kykladen, Athen sowie den Nahen Osten ansteuerten. Knossos hatte zwei Seehäfen, einen bei Amnisos, den anderen in Iraklio. Um 1650 v. Chr. folgen kleinere Zerstörungen durch ein erneutes Erdbeben.
Der gewaltige Vulkanausbruch der sogenannten Minoischen Eruption auf der Kykladeninsel Santorin, der nach naturwissenschaftlichen Datierungen womöglich schon im Jahre 1628 v. Chr. stattfand, fällt in Knossos ans Ende der frühen Phase der sogenannten Neupalastzeit (nach bisheriger traditioneller Chronologie wird die Neupalastzeit auf etwa 1700 bis 1430 v. Chr. datiert). Der Santorin-Katastrophe entsprechen in Knossos jedoch keine bisher archäologisch nachweisbare Zerstörungen. Je nach verwendetem Datum der Eruption müssen auch die Funde in Knossos rund 100 Jahre früher bzw. später datiert werden. Daher spielt es für die Suche nach sichtbaren Folgen für Knossos keine Rolle, ob das naturwissenschaftliche oder traditionelle Datum der Eruption angenommen wird. Um 1400 v. Chr. (nach traditioneller Chronologie) überstand die Stadt ein schweres Erdbeben dank der vertikal und horizontal in die Mauern eingebauten Zedernhölzer nahezu unbeschädigt.  Der Palast wurde bis 1370 v. Chr. genutzt.
Eine Invasion der mykenischen Griechen vom Festland zu Beginn des 14. Jahrhunderts v. Chr. führte nach Ansicht mancher Archäologen – möglicherweise in Verbindung mit einem Aufstand der bereits auf der Insel ansässigen Mykener – zum vollständigen Untergang der minoischen Kultur. Einer Theorie nach hatte die Macht der Minoer durch die Zerstörung der Flotte und aller nordkretischen Häfen einen empfindlichen Schlag erlitten. Zusätzlich hätten demnach Missernten, durch Ascheablagerungen sowie eine (von der Eruption ausgelöste) mehrjährige Klimaverschlechterung bedingt, sowohl die minoische Kultur weiter geschwächt als auch die Autorität der herrschenden Schichten untergraben, was zu wachsender Instabilität und möglicherweise auch Zuwanderung mykenischer Griechen geführt habe.
Die mykenischen Eroberer zerstörten in Knossos alles, was das Erdbeben von etwa 1400 v. Chr. verschont hatte. Ein Feuer, das mehrere Tage gewütet haben muss und dem Holz und Öl zusätzliche Nahrung gaben, zerstörte um 1370 v. Chr. die obersten Etagen und viele der aus Kalkstein und Gipsstein (häufig als Alabaster bezeichnet, zum Teil sehr grobkristallin) hergestellten Wände des Palastes. Daraufhin wurde der Palast aufgegeben. In der protogeometrischen Zeit wurde Knossos wiederbesiedelt.

### Klassische griechische, hellenistische und römische Zeit
Vor 472 v. Chr. wurde der in Knossos geborene Olympionike Ergoteles durch einen bürgerlichen Zwist aus der Stadt vertrieben und siedelte nach Himera auf Sizilien über. Um 343 v. Chr. rekrutierten knossische Werber die Söldner des phokischen Feldherrn Phalaikos, um Lyktos zu erobern. Dieses Unternehmen gelang, doch der spartanische König Archidamos III. nahm sich der Einwohner von Lyktos an und verjagte mit einem Heer Phalaikos wieder. Im Kampf gegen den Diadochen Demetrios I. Poliorketes fanden 305 v. Chr. die Rhodier beim ägyptischen König Ptolemaios I. und bei Knossos, das ihnen 150 Mann Hilfstruppen sandte, Unterstützung. Im 3. Jahrhundert v. Chr. wurde Knossos die mächtigste Stadt Kretas und beherrschte mit dem verbündeten Gortyn die ganze Insel mit Ausnahme von Lyktos. Gegen die letztgenannte Stadt begann es mit seinen Alliierten den von etwa 221–219 v. Chr. währenden sog. Lyktischen Krieg. Dieser hatte indessen den Abfall verschiedener kretischer Gemeinden und Parteien in Gortyn zur Folge. Aber Knossos gewann mit Hilfe von 1000 Aitolern. Gortyn ergab sich den Knossiern, die auch Lyktos einnahmen und zerstörten. Eine vom Achaiischen Bund und dem makedonischen König Philipp V. den Gegnern von Knossos gesandte Söldnertruppe, unter anderem 400 Illyrer unter dem Kommando von Plator, verlängerte die Kämpfe auf der Insel.
Der römische Prätor Quintus Fabius Labeo kam 189 v. Chr. nach Kreta und verlangte u. a. auch von Knossos die Herausgabe römischer Gefangener, was die Knossier aber verweigerten. Gebietsstreitigkeiten zwischen Knossos und Gortyn entschied der römische Gesandte Appius Claudius 184 v. Chr. im Sinn von Knossos. Um 165 v. Chr. verbündeten sich die beiden rivalisierenden Städte, um die zwischen ihnen gelegene Stadt Rhaukos zu erobern. Für das Jahr 144 v. Chr. wird wieder Knossos’ Streben nach der Hegemonie über Kreta erwähnt. In einem neuen Krieg siegte um 110 v. Chr. der ältere Dorylaos, ein Freund des pontischen Königs Mithridates V., als Feldherr von Knossos über Gortyn. Ab 69 v. Chr. bekämpfte der Konsul Quintus Caecilius Metellus die Kreter wegen deren Begünstigung der kilikischen Piraten und ihres Sieges über Marcus Antonius Creticus. Dabei belagerte und eroberte er auch Knossos. 67 v. Chr. machten die Römer Gortyn zur Hauptstadt der neuen Provinz Creta et Cyrene, zu der neben Kreta auch die libysche Mittelmeerküste gehörte. 36 v. Chr. siedelte Octavian seine Veteranen von Capua als Kolonisten auf dem Gebiet von Knossos an. Seither war die Stadt eine römische Kolonie unter dem Namen Colonia Iulia Nobilis. Sie bestand bis zum Ende des Altertums. Die griechische und römische Stadt lag in unmittelbarer Nähe des Palastes, doch ist sie nur zu einem kleinen Teil ausgegraben worden.
Das Titularbistum Cnossus geht auf Knossos zurück.

## Archäologische Fundstätte

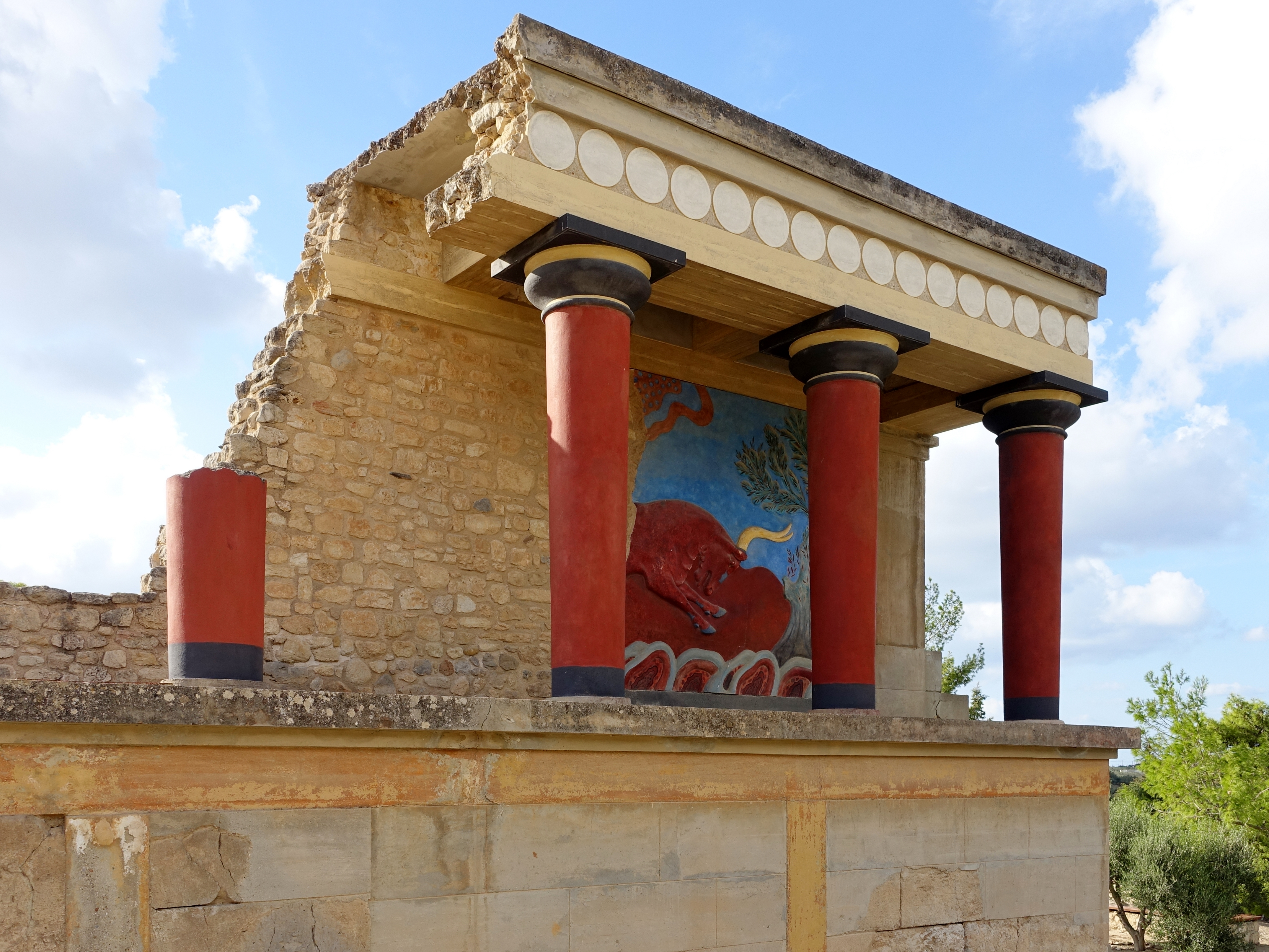
Rekonstruktion in Knossos

Der jüngste Palast von Knossos entstand als Gebäudeensemble mit bis zu fünf Stockwerken mit einer umbauten Fläche von 21.000 m² auf einer lichten Fläche von 2,2 ha. 800 Räume sind nachweisbar, doch dürfte der Palast insgesamt bis zu 1300 besessen haben. Der Palast war zu keinem Zeitpunkt befestigt. Er ist, wie alle Palastanlagen der Minoer, um einen rechteckigen Zentralhof von 53 × 28 m errichtet. Aus vier Richtungen kommen verwinkelte, vergleichsweise schmale Gänge, reich dekorierte Korridore, bemalte Säle, aufwendig gestaltete Treppenhäuser und säulenumstandene Galerien auf diesen Hof zu. Die Anlage war Verwaltungszentrum und enthielt zahlreiche Werkstätten.

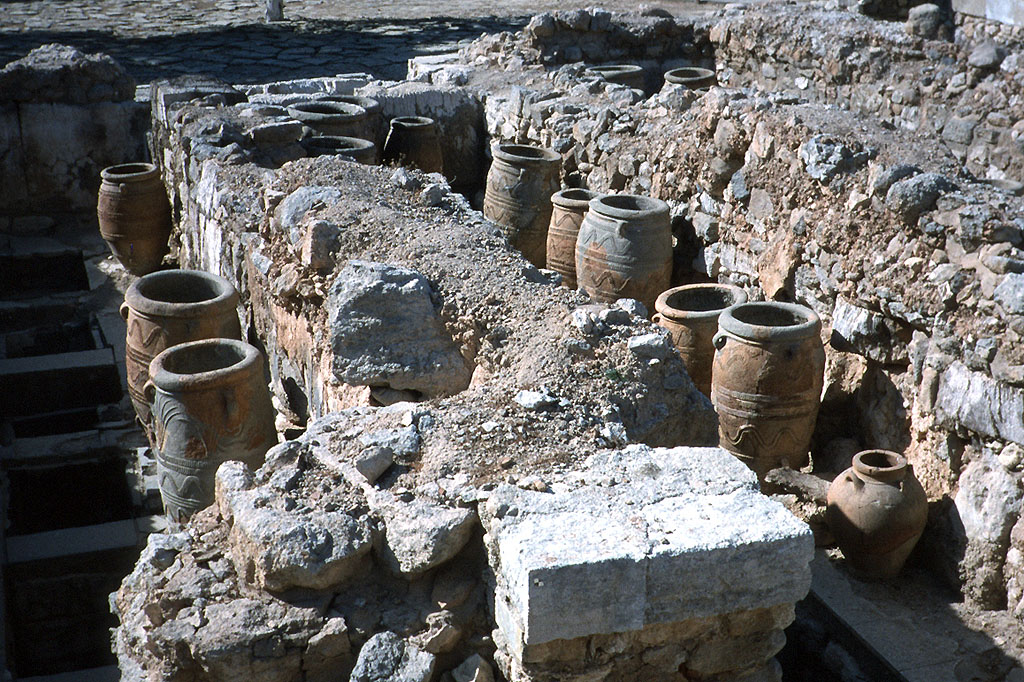
Magazin mit Pithoi in Knossos

Diese Räume und Korridore sind in einer verwirrenden Anordnung aneinandergefügt. Es gibt Türen und Durchgänge, Treppen und Rampen. Einige Räume sind durch Polythyra verbunden, Innenwände, die als Reihen deckenhoher, doppelflügeliger Türen zwischen Pfeilern ausgeführt waren. Waren sie geschlossen, waren die Räume abgetrennt, wurde eine Tür geöffnet, ergab sich ein Durchgang, wurden alle Türen geöffnet, waren die Räume verbunden. Es gab auch Werkstätten und Magazine, bis zu 400 teilweise mannshohe Pithoi voll Wein, Olivenöl, Getreide oder Honig mit einem Fassungsvermögen von etwa 78.000 Litern.

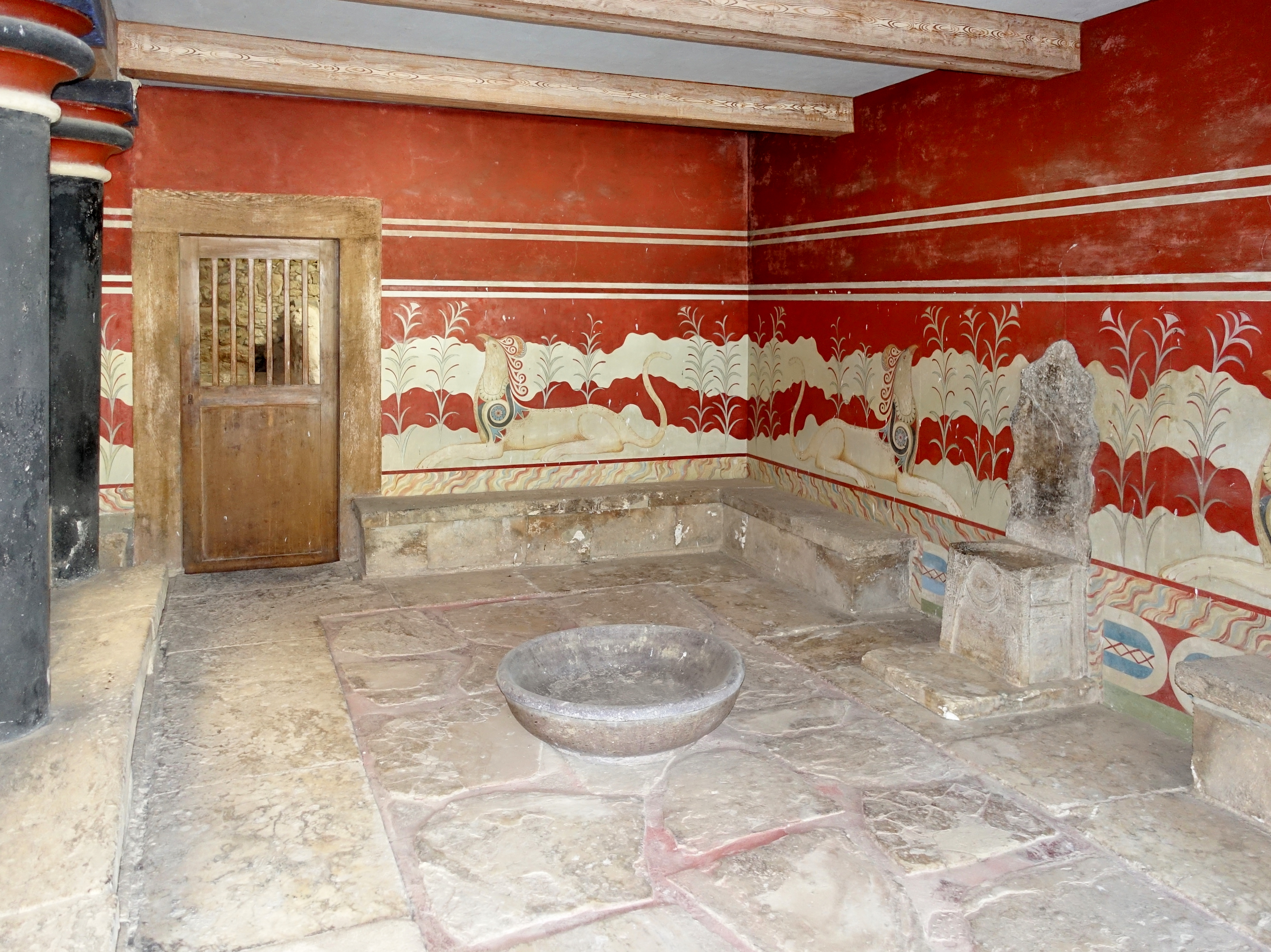
„Thronsaal“ von Knossos

Der bekannteste Raum des Palastes ist der sogenannte Thronsaal, der aufgrund eines dort gefundenen Alabasterthrons so genannt wurde. An den Seitenwänden des Vorraums sind steinerne Bänke aufgestellt. Eine kostbare Porphyrschale steht im Zentrum des Vorraums. Sie diente wahrscheinlich rituellen Waschungen. Andere Interpretationen deuten dies als Aquarium.
Am nordwestlichen Rand der Palastanlage befindet sich eine im rechten Winkel aufeinanderstoßende Treppenanlage, wie sie auch in Phaistos zu finden ist. Sie schließt einen von Westen herankommenden Prozessionsweg ab und wird als Theater für etwa 500 Menschen gedeutet.
Seit 2025 ist Knossos zusammen mit den anderen minoischen Palästen auf Kreta als UNESCO-Welterbe anerkannt.

## Infrastruktur
Nach Ansicht von Archäologen hatte die Stadt im 16. Jahrhundert v. Chr. zwischen 10.000 und 100.000 Einwohner. Ausgegraben wurden Wohnräume mit Warmwasserheizung, Badezimmer mit Sitzbadewannen und Klosetts mit Wasserspülung. Der Regen wurde auf dem Palastgelände durch sorgfältig verlegte, konisch geformte Röhren aus Terrakotta und abgedeckelte, steinerne Rinnen aufgefangen, die Zisternen waren vergleichsweise klein.
Der nahegelegene Bach Kairatos (heute Katsambas), von dem einige Archäologen annahmen, er sei mit großen Booten schiffbar gewesen, kommt als Trinkwasserversorgung ebenfalls in Frage. Auf dem Palastgelände hat man nur wenige Brunnen gefunden. Kairatos soll nach Strabon (Geographika 10.4.8) neben der Benennung des Baches ein Alternativname für die Stadt Knossos gewesen sein. An der Mündung des Baches, am heutigen Hafen von Iraklio, befand sich der Hafen von Knossos. Ein weiterer Hafen der Stadt soll das östliche Amnisos gewesen sein.

## Fresken

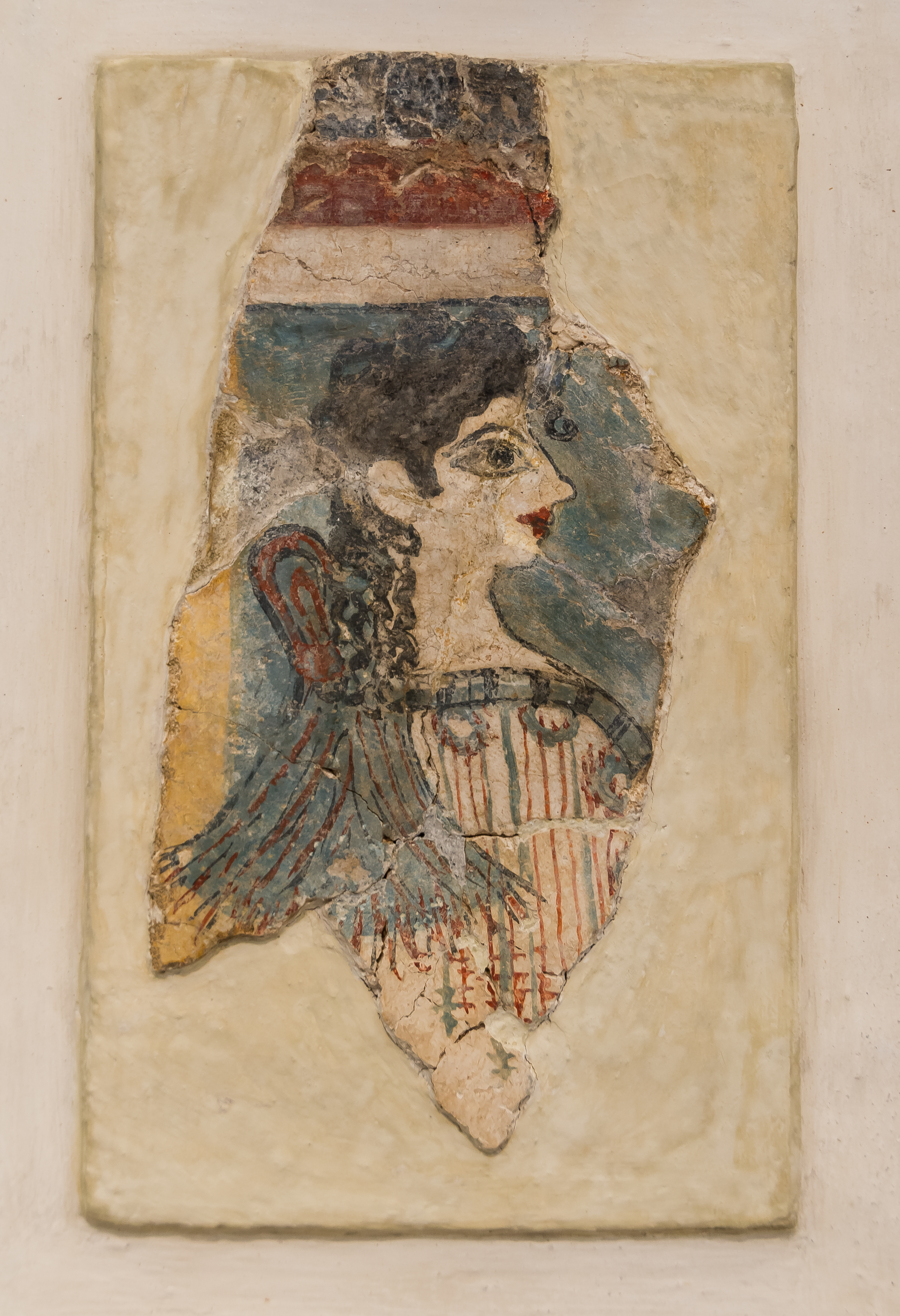
Die „Pariserin“, Wandmalerei aus Knossos (ca. 1500 v. Chr.)

Zu den aufregendsten Entdeckungen von Arthur Evans zählen die farbigen Fresken. Die Damenkleidung bevorzugte Puffärmel, schlanke Taillen und schmale Röcke. Die blaue Farbe der Kleidung weist auf Seehandel mit den Phöniziern hin. Die Fresken stellen Sportwettbewerbe wahrscheinlich ritueller Bedeutung dar, in denen Jünglinge und Mädchen akrobatisch den Stiersprung ausüben.

## Mythos
Nach dem von Homer etwa 700 Jahre nach der Zerstörung von Knossos überlieferten Mythos herrschte im 16. Jahrhundert v. Chr. der erstgeborene Sohn des Zeus und der Europa, der sagenhafte König Minos, über Knossos. Minos war Gemahl der Pasiphae und Vater von Ariadne und Androgeos. Der Gott Poseidon schenkte Minos einen herrlichen weißen Stier, den er Zeus opfern sollte. Doch Minos gefiel der Stier so gut, dass er ihn zu seiner Herde treiben und an seiner Stelle einen anderen Stier opfern ließ. Zur Strafe für dieses Vergehen entfachte Zeus in Pasiphae eine Begierde nach dem Tier. Pasiphae ließ sich vom königlichen Baumeister Daidalos eine hohle Holzkuh anfertigen, die mit Kuhhaut überzogen war. Daidalos brachte die hölzerne Kuh zur Herde, woraufhin die darin versteckte Pasiphae mit dem göttlichen Stier den Stiermenschen Minotauros, ein menschenfressendes Ungeheuer, zeugte und gebar. König Minos ließ dieses Ungeheuer mit menschlichem Leib und Stierkopf nicht töten, sondern beauftragte Daidalos mit dem Bau eines sicheren Verstecks, des sagenhaften Labyrinths.
Den Tod seines Sohns Androgeos bei einem sportlichen Wettkampf in Attika nahm König Minos zum Anlass, die Athener jedes neunte Jahr zu einem Tribut von sieben Jünglingen und sieben Jungfrauen zu zwingen, die dem Minotauros geopfert wurden. Prinz Theseus verfügte sich freiwillig unter die Geiseln, um den Minotauros zu töten. Als er nach seiner Ankunft auf Kreta Minos’ Tochter Ariadne kennenlernte, verliebten sich beide ineinander. Theseus vertraute ihr seine Absicht an, und sie versprach ihm ihre Hilfe, falls er sie heiraten und nach Athen mitnehmen würde. Als er einwilligte, schenkte sie ihm das magische Wollknäuel des Daidalos, mit dem er aus dem Labyrinth jederzeit wieder herausfand. Theseus gelang es mit Hilfe der Götter, den Minotauros zu erlegen, den er dem Poseidon opferte; zusammen mit Ariadne und seinen Mitgeiseln floh er daraufhin, von den Göttern unterstützt, nach Naxos.

## Deutungen
Die Minoer hatten vielleicht eine matriarchale Kultur und beteten möglicherweise eine Erd-, Vegetations- und Fruchtbarkeitsgöttin an. Der Mythos des Königs Minos symbolisiert für manche Forscher den Übergang dieser Kultur zu der patriarchalen Kultur der viehzüchtenden Nomaden.

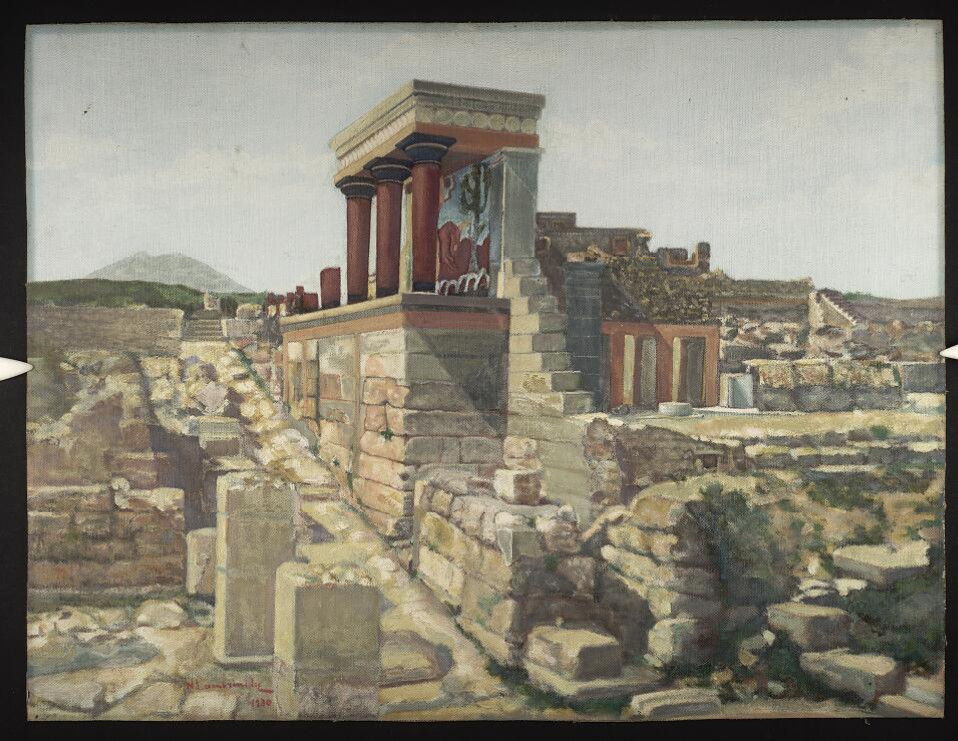
Ölgemälde der Ruinen des Palastes des Minos von N. Lambrinides im Jahr 1930 aus den Arbeiten von Arthur Evans zu Ausgrabungen in Knossos auf Kreta. Originale im Ashmolean Museum

Der Stier nimmt in der minoischen Religion eine Sonderstellung ein: Anfangs wurde er vielleicht als heiliges Tier verehrt, doch seine Unberechenbarkeit machte ihn zu einem feindlichen Dämon und damit zum Opfertier. Die minoischen Stierspiele, bei denen Jünglinge und Mädchen kultisch über einen Stier springen und ihn damit „überwinden“, könnten in dieser Auffassung wurzeln.

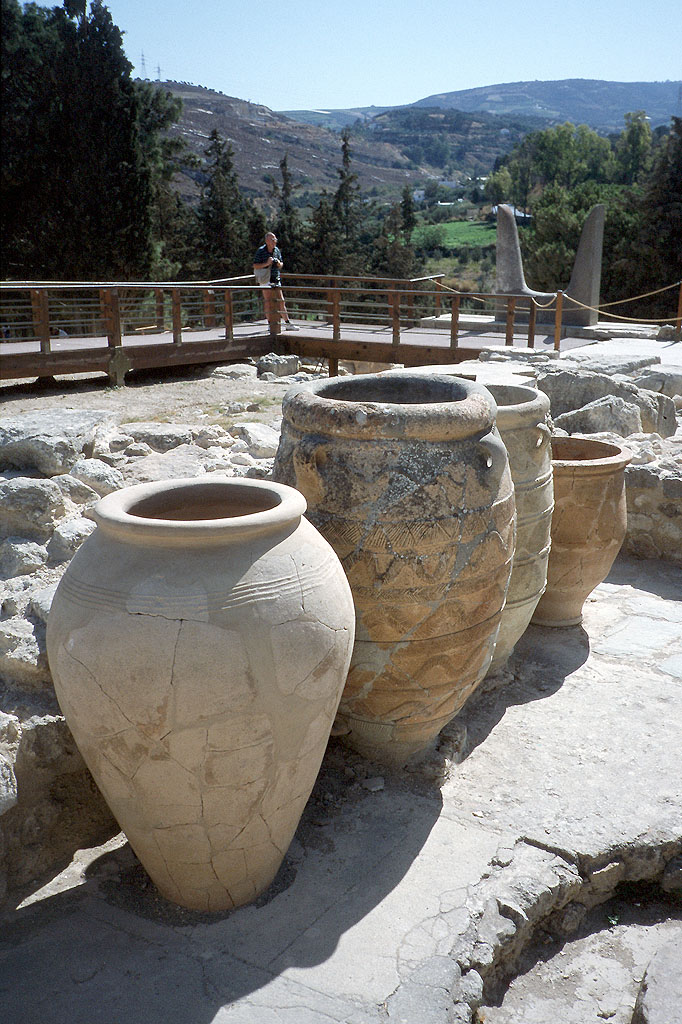
Pithoi in Knossos; im Hintergrund stilisierte Stierhörner

Das überdimensionale Kulthorn, das sich, wahrscheinlich als Kultsymbol, oft an den Begrenzungen von Treppen und Terrassen des Palastes findet, ist einem Stierhorn nachempfunden.
Wie die Prozessionsfresken in Knossos belegen, wurde die minoische Kultur von Ägypten beeinflusst. Dort wurde der Sonnengott Re auf dem Rücken einer Himmelskuh in den Himmel gebracht. In den Pyramidentexten des Alten Reichs ist die Kuh belegt; sie wird mit den Göttinnen Hathor und Neith identifiziert.
Die verwinkelte Anlage des Palastes war vermutlich der Ursprung der Legende vom Labyrinth (von griechisch Labrys, „Doppelaxt“, oder Lehnwort aus dem Altägyptischen, mit der Bedeutung „Palast am See“, nach dem möglichen Vorbild des Labyrinths von Hawara), in dem Theseus den Minotaurus tötete. Die Doppelaxt ist ein auf den Palastwänden wiederkehrendes Motiv und könnte möglicherweise bedeuten, dass der Palast ursprünglich als „Haus der Doppelaxt“ bezeichnet wurde. Erst vor einigen Jahren wurden in Knossos mögliche Beweise für Menschenopfer gefunden: Auf dem Gelände hinter dem Stratigraphischen Museum entdeckte man Kinderknochen mit Schnittspuren.
Manche Forscher nehmen an, dass der Minotauros der griechischen Sage der oberste Priester als Repräsentant der kretischen Stiergottheit war. Der Sieg des Theseus könnte den Sieg der vom Festland nach Kreta einsickernden Achaier über die Minoer und ihr angebliches Matriarchat symbolisieren.

## Forschungsgeschichte
Dem wohlhabenden kretischen Kaufmann, Juristen und Hobby-Archäologen Minos Kalokairinos gelang 1878 die Entdeckung Knossos'. Er legte zwei Magazinräume mit Pithoi und Kultgegenständen frei. Der Mecklenburger Kaufmann und Troja-Entdecker Heinrich Schliemann, der den Palast von König Minos in der Nähe von Iraklio vermutete, besuchte 1886 gemeinsam mit dem Archäologen Wilhelm Dörpfeld das Terrain von Knossos. Dörpfeld bemühte sich um die Genehmigung zu einer großangelegten archäologischen Grabung durch das Deutsche Archäologische Institut, dessen Direktor er wenig später in Athen wurde. Doch der türkische Eigentümer des Grundstücks verlangte einen den Deutschen zu hohen Kaufpreis von 100.000 Goldfranken. Nach einem Herunterhandeln auf 40.000 Franken kam es zu Unstimmigkeiten beim Abstecken des Grundstücks, weshalb Schliemann den Kauf des Grundstücks von Knossos zugunsten einer weiteren Grabungskampagne in Troja verschob, vor dem erstrebten Erwerb des Grundstücks jedoch 1890 verstarb.

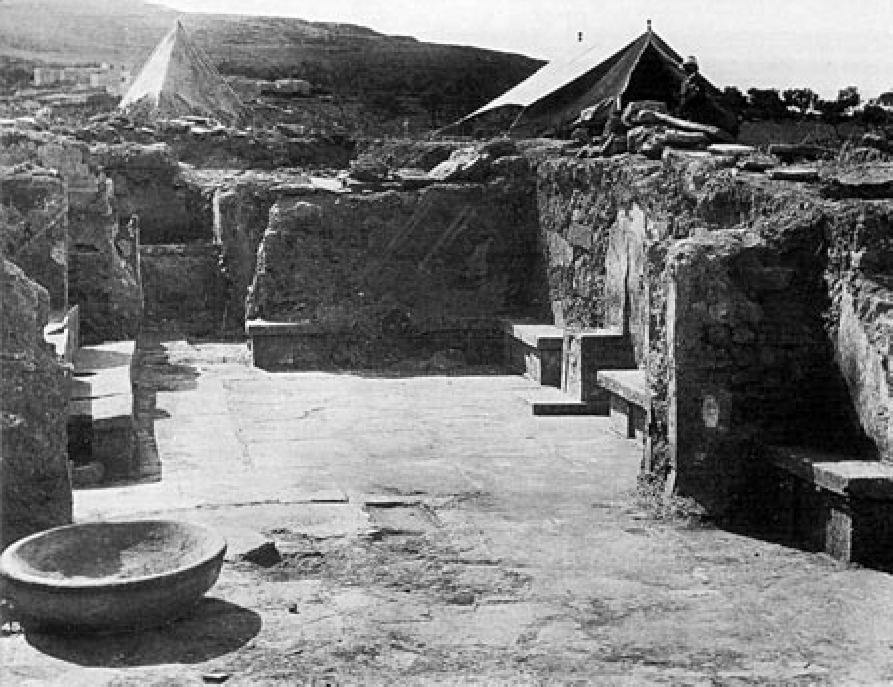
Der „Thronsaal“ von Knossos zur Zeit der Ausgrabungen (1900)

1894 gelangte der englische Museumsdirektor, Ethnologe und Zeitungskorrespondent Arthur Evans auf der Suche nach vorgriechischen Schriftzeugnissen erstmals nach Kreta. Schließlich begeisterte er sich für die neu entdeckte, vorgriechische minoische Kultur am Kefala-Hügel. Infolge des griechischen Befreiungskampfes gegen die osmanische Regierung konnte er die Fläche durch Vermittlung des britenfreundlichen Hochkommissars erst 1900 kaufen. Am 23. März 1900 begann Evans in Knossos mit systematischen Ausgrabungen, die bis 1914 andauerten. Nahezu gleichzeitig wurde in Phaistos, Kato Zakros, Palekastro, Gournia, Lato und der Zeus-Höhle Psychro mit Ausgrabungen begonnen. Arthur Evans verfügte über genügend Geld, um sich seinen Lebenstraum der Ausgrabung Knossos zu erfüllen. Finanziell beteiligte sich die neu gegründete Cretan-Exploration-Fund-Stiftung.
Unterstützt durch Duncan Mackenzie, der sich durch die Ausgrabungen auf der Insel Melos empfohlen hatte, und Mr. Fyfe, den Architekten der Britischen Schule von Athen, beschäftigte Evans anfangs 30 Arbeiter mit den Ausgrabungen. Doch schnell wuchs deren Zahl auf 200, mit deren Hilfe er in drei Jahren 20.000 m² des Palasts freilegte. Da ihn die Überbauungen der mykenischen Zeit nicht weiter interessierten, wurden diese ohne Dokumentation abgetragen.

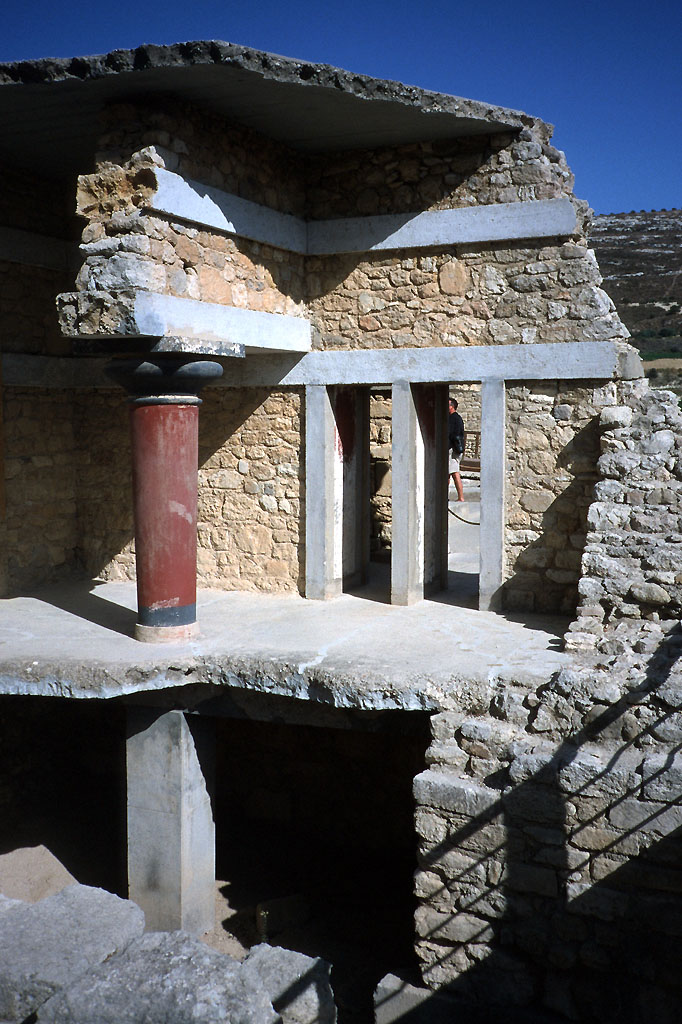
Rekonstruiertes Doppelgeschoss

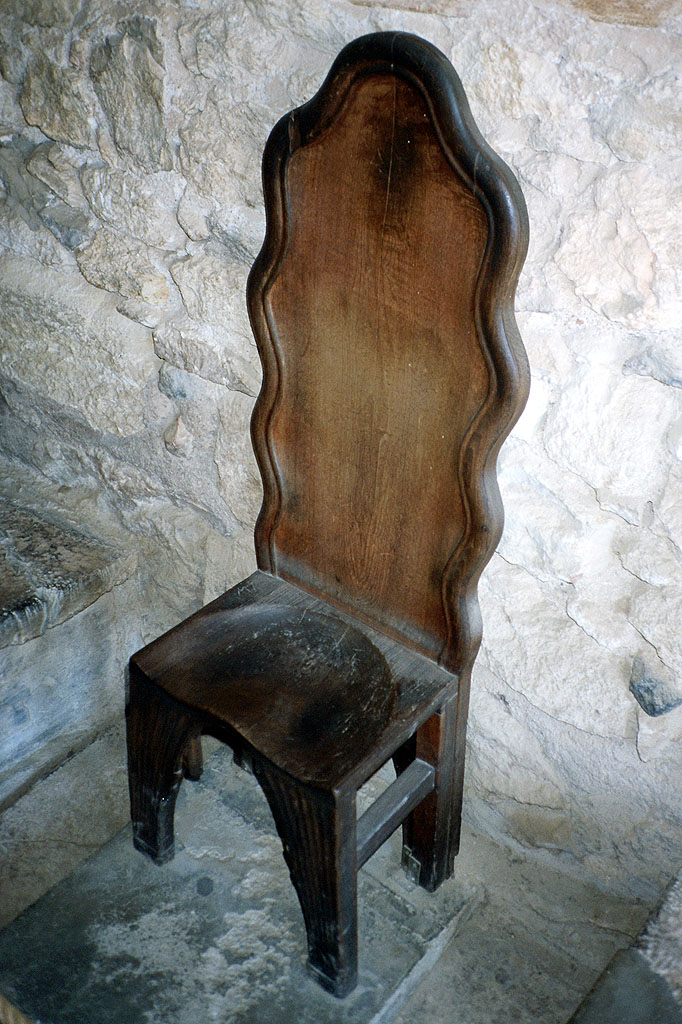
Holz-Replik des Alabasterthrons

Evans’ eigenwillige Benennung von Räumen, wie dem Thronsaal, dem Badezimmer der Königin, der Karawanserei, dem Zollhaus und anderen, trug ihm viel Kritik der Archäologen ein. Hierin sehen viele Archäologen die Suggestion einer Befundsicherheit, die keineswegs existiert. Seine kühnen Rekonstruktionen sind höchst umstritten, da sie diese individuellen Interpretationen zementieren und weitere Forschung am Objekt (in situ) praktisch unmöglich machen. In seinem Bemühen, die freigelegten und dadurch der schnellen Verwitterung zugänglichen Räume und Artefakte vor dem Verfall zu konservieren und dem Betrachter eine Vorstellung des denkbaren Aussehens des ehemaligen Palasts zu geben, experimentierte er zunächst mit aus England und Skandinavien eingeführtem Holz. Als dieses nicht die erhoffte Langlebigkeit aufwies, setzte er den damals modernsten und langlebigsten Baustoff ein, Beton. Doch dieser ist viel schwerer als antike Gips- und Holzkonstruktionen und bedarf nach knapp hundert Jahren angesichts Tausender Touristen pro Tag laufender Restaurierung. Andererseits muss man Evans als Kind seiner Zeit ansehen, in der antike Ruinen im Geiste des Philhellenismus wiederhergestellt wurden.
Auch die Wirkungen von Emile Gilliéron, der gemeinsam mit seinem Sohn Emile (1885–1939) eine wichtige Rolle bei der Wiederherstellung (und dabei „künstlerisch sehr frei“) von Fresken und anderer Funden in Knossos für Arthur Evans arbeitete, sind möglicherweise als Fälschungen zu betrachten.
Ausgrabungen von J. D. Evans in den 1960er Jahren legten Schichten des Neolithikums und des akeramischen Neolithikums frei, die zu den frühesten neolithischen Funden in Griechenland zählen. Seit 2005 führt Todd Whitelaw vom University College London Begehungen im Umfeld von Knossos durch, die die Besiedlungsgeschichte des Ortes erhellen sollen.

## Alternative Deutungen

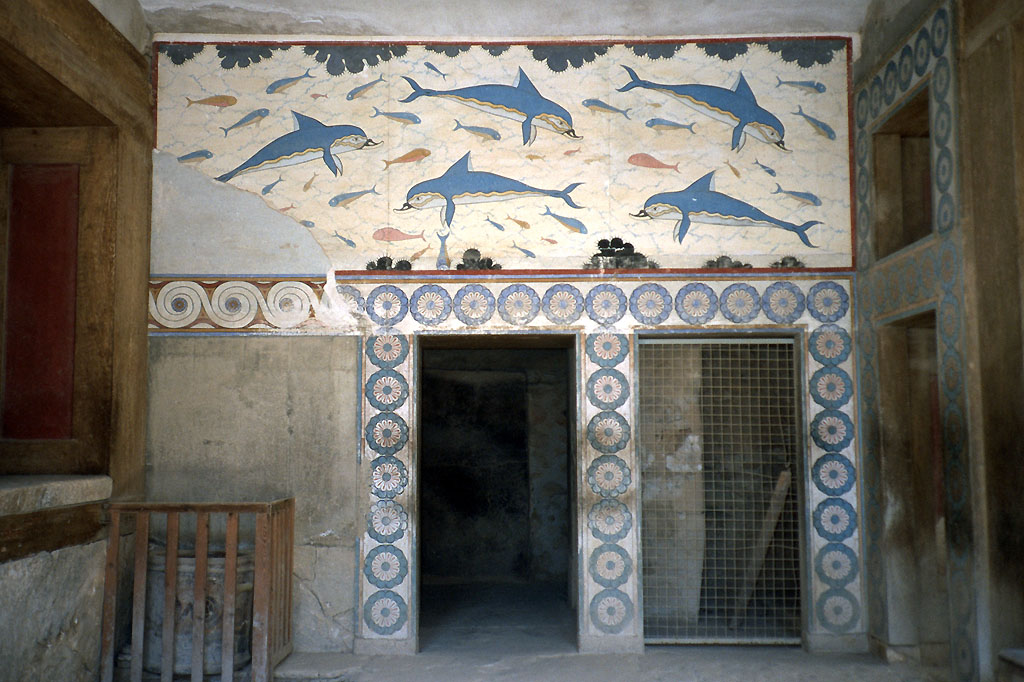
Rekonstruierte Wandmalerei in Knossos

Aufgrund des weichen Bau-Steins kamen dem deutschen Geologen Hans Georg Wunderlich 1970 bei seinem Besuch von Knossos Zweifel an der herkömmlichen Deutung der Palastanlage. Zwei Jahre später trug er seine Interpretation in dem Buch Wohin der Stier Europa trug vor, in deren Mittelpunkt die These steht, die minoischen Paläste Kretas seien keine geistig-kulturellen oder politischen Zentren gewesen, sondern Nekropolen zur Bestattung der Toten. Das Fehlen einer Befestigungsmauer trotz der exponierten Lage deutete Wunderlich als Friedhofsruhe, während die Schulauffassung dies als Friedfertigkeit der Epoche und die Wirksamkeit einer starken Flotte interpretiert. Brunnen, Wasserleitungen, Zisternen und Abflusskanäle wurden von Wunderlich im Zusammenhang mit der Vorbereitung der Toten auf die Einbalsamierung gedeutet. Badewannen wurden zu Särgen, Pithoi zu Grabstätten und die bunten Kannen mit langgezogenen Gießöffnungen zu Hilfsmitteln bei der Einbalsamierung der Toten. Die Lichtschächte des Palastes fasste er als Be- und Entlüftungsschächte der Nekropole auf. Bis zu seinem Tod 1974 beherrschten Wunderlichs Thesen zeitweilig viele Diskussionen, gelten heute aber in allen Punkten als historisch realitätsfern.
Der Archäologe und Höhlenforscher Paul Faure hält statt Knossos eine weitverzweigte Höhle bei Skontino, dreieinhalb Stunden von Knossos entfernt, für das Labyrinth.